# Walter Harte
Walter Harte (1709 - 1774) est un homme d'Église, poète et  historien anglais. On lui doit notamment une biographie de Gustave II Adolphe, roi de Suède (surnommé le « lion du Nord »).

## Biographie
Walter Harte est le fils du révérend Walter Harte. Il est éduqué au Marlborough Grammar School, puis au St Mary Hall à Oxford, où il reçoit son BA en 1728 et son MA en 1731.
Ensuite, il est fellow du Pembroke College à Oxford, prébendier de Wells, canon de Bristol et vicaire de St. Mary Magdalen en Taunton dans le Somerset.
Refusant de prêter serment au roi du Royaume de Grande-Bretagne nouvellement formé, il perd ses avantages dans les années 1710. Il se retire ensuite à Kentbury dans le Berkshire en Angleterre, où il meurt le 10 février 1736.
Il a été ami du poète anglais Alexander Pope.

## Œuvres
- Poems on several occasions (1727)
- An Essay on Reason, 2e éd., 1735
- An Essay on Satire, Particularly on the Duncaid, 1730
- Essays on Husbandry, 1764
- The Amaranth; or, Religious Poems, 1767
- The History of the Life of Gustavus Adolphus, King of Sweden
- The Reasonableness and Advantage of National Humiliations, Upon the Approach of War (1740)
- The Union and Harmony of Reason, Morality, and Revealed Religion